# Баженский (Бажен)
Баженский  или Бажен (пол. Bażeński) — польский дворянский герб, вариация герба Барщ.

## Описание герба
На золотом щите сидящая белка красного (червленого) цвета обращённая вправо. В нашлемнике выходящая  фигура чернокожего жителя Африки, изображенного впрям по пояс в серебряной набедренной повязке, держащего в левой руке серебряный же штандарт с белкой, как на щите, обращённой влево.

## Первые упоминания
Первые упоминания по данным польского геральдиста Ю. Островского, относятся к XV веку.
Согласно легенде, первоначально родовой герб, представляющий одну лишь червленую белку, был дополнен и украшен за заслуги представителя благородной крови - Яна (Ганса) де Байсена (Яна Баженского) перед арагонским королëм в войне с маврами.
Как гласит предание, чтобы не допустить кровопролития своего рыцарства во время одной из битв на берегах Средиземного моря, де Байсен сошëлся в поединке с представителем мавров и победил его. За этот подвиг и преданную службу королю он был награждён рыцарским поясом и со славой вернулся на родину в сопровождении чернокожего невольника. В дополнение к белке, нашлемник родового герба украсила выходящая  фигура негра. 

## Используют
В таком виде герб до настоящего времени используют представители рода фон Байсенов (Баженских), Базаревские, Базылевские, Баженьские, Барские, Барщевские, Бужинские, Вондзинские, а также татарские князья (мурзы) Базаревские.